# Aimi
Aimi Terakawa (寺川 愛美 Terakawa Aimi?, 25 de diciembre de 1991), conocido profesionalmente bajo el monónimo como Aimi (愛美), es una seiyū y cantante japonesa que está afiliada a la agencia de talentos Hibiki. Después de aspirar a convertirse en animadora durante parte de su vida, comenzó su carrera como cantante en 2011 después de ganar una audición para formar parte de la franquicia Tantei Opera Milky Holmes. Ese mismo año, hizo su debut musical en solitario con el lanzamiento de su primer sencillo "Tenshi no Clover". La canción principal se usó como tema de apertura de la serie de anime Astarotte no Omocha!
Aimi es miembro de la unidad de canto Feathers, junto con la actriz de voz Ayasa Itō. También es la voz de la ídol Julia en el juego The Idolmaster Million Live! y la voz de Kasumi Toyama en la franquicia multimedia BanG Dream!; Aimi también se presenta en vivo como parte de BanG Dream! banda en el universo Poppin'Party.

## Biografía
Terakawa nació en la prefectura de Hyōgo el 25 de diciembre de 1991. Aspiraba a convertirse en cantante desde la infancia. Durante sus años de escuela secundaria, aprendió sola a tocar la guitarra y tocar en una banda. Inicialmente, solo aspiraba a convertirse en cantante, pero se interesó en la actuación de voz después de familiarizarse con la serie de anime Macross Frontier, donde quedó impresionada de cómo la serie podía combinar música y animación en su narración. Con la esperanza de convertirse en cantante profesional, comenzó a participar en varios concursos de canto, como el Gran Premio Animax Anison en 2009. También actuó en varios lugares en vivo, incluido un asador en Kobe.
La carrera de entretenimiento de Terakawa comenzó después de pasar una audición para convertirse en parte de la franquicia multimedia Tantei Opera Milky Holmes. Hizo su debut como actriz de voz con la franquicia como el personaje de Kazumi Tokiwa. Como parte de la franquicia, luego se convirtió en miembro del grupo musical Feathers junto con la también actriz de voz Ayasa Itō. Más tarde cambió su nombre artístico por el monónimo Aimi, comenzando con el lanzamiento de su primer sencillo en solitario "Tenshi no Clover" el 3 de mayo de 2011; La canción principal se usó como tema de apertura de la serie de anime Astarotte no Omocha!. También en 2013, Aimi realizó su 1er solo en vivo, donde cantó su discografía completa con un total de 14 canciones. Luego lanzaría cuatro sencillos más entre 2011 y 2013, y las canciones principales de sus sencillos se usaron en series de anime como Ben-To, The Ambition of Oda Nobuna, Fairy Tail y The Severing Crime Edge.
En 2012, Aimi fue invitada a la Anime Expo como parte de las promociones de franquicia de Cardfight!! Vanguard. Luego fue elegida como el personaje de Julia en el juego móvil The Idolmaster Million Live!. Luego lanzaría su primer álbum completo Love en noviembre de 2013. En 2015, se convirtió en parte del proyecto multimedia BanG Dream!, interpretando a la protagonista de la serie Kasumi Toyama y actuando en vivo como parte de la banda del universo Poppin'Party.
En diciembre de 2020, Aimi anunció que lanzaría un sencillo en solitario en la primavera de 2021 bajo el sello King Records.

## Filmografía

### Anime
2011
- Cardfight!! Vanguard: Suiko

2012
- Cardfight!! Vanguard: Asia Circuit, Suiko[5]
- Gon, Female Elephant, Frog 3[6]

2013
- Cardfight!! Vanguard: Link Joker, Suiko Tatsunagi[6]
- Freezing Vibration, Roxanne Elipton[6]
- Robocar Poli, Benny[6]
- Futari wa Milky Holmes, Kazumi Tokiwa[7]
- The "Hentai" Prince and the Stony Cat., Emi, Emanuela Pollarola[6]

2014
- Argevollen, Hikaru Rikuru[6]
- Cardfight!! Vanguard: Legion Mate, Suiko Tatsunagi[6]
- Chō-Bakuretsu I-Jigen Menko Battle Gigant Shooter Tsukasa, Ataru Dōmoto, Ruri Dōmoto[6]
- Future Card Buddyfight, Kiri Hyoryu[6]
- Engaged to the Unidentified, Mayura Momouchi[6]
- Oneechan ga Kita, Tomoya Mizuhara[6]
- Recently, My Sister Is Unusual, Moa Torii[6]

2015
- Cardfight!! Vanguard G: GIRS Crisis , Am Chouno[6]
- Chaos Dragon, Ulrika Ledesma[6]
- Plastic Memories, Sherry[6]
- Tantei Kageki Milky Holmes TD, Kazumi Tokiwa[7]

2016
- Luck & Logic, Yukari Nanahoshi[8]

2017
- BanG Dream!, Kasumi Toyama[3][9]

2018
- BanG Dream! Girls Band Party! Pico, Kasumi Toyama[10]

2019
- Afterlost, Kikyō[11]
- BanG Dream! 2nd Season, Kasumi Toyama[12]
- BanG Dream! Film Live, Kasumi Toyama[13]
- Senki Zesshō Symphogear XV, Millaarc[14]

2020
- BanG Dream! 3rd Season, Kasumi Toyama[15]
- BanG Dream! Girls Band Party! Pico: Ohmori, Kasumi Toyama[16]
- D4DJ First Mix, Kyoko Yamate[17]

2021
- BanG Dream! Girls Band Party! Pico Fever!, Kasumi Toyama[18]
- Battle Game in 5 Seconds, Yūri Amagake[19]
- D4DJ Petit Mix, Kyoko Yamate[20]
- How a Realist Hero Rebuilt the Kingdom, Carla Vargas[21]
- Remake Our Life!, Nanako Kogure[22]

2022
- Life with an Ordinary Guy Who Reincarnated into a Total Fantasy Knockout, Curme,[23] Maid chief
- Love Live! Nijigasaki High School Idol Club 2nd Season , Jennifer[24]
- Teppen!!!!!!!!!!!!!!! Laughing 'til You Cry, Yomogi Takahashi[25]

2023
- Mahō Shōjo Magical Destroyers, Blue[26]
- Helck, Iris[27]
- TenPuru, Yuzuki Aoba[28]

### Películas
2021
- BanG Dream! Episode of Roselia I: Promise, Kasumi Toyama[3]
- BanG Dream! Film Live 2nd Stage, Kasumi Toyama[29]

2022
- BanG Dream! Poppin'Dream!, Kasumi Toyama[30]
- Suzume, Miki

### Videojuegos
2013
- The Idolmaster Million Live!, Julia

2015
- Disgaea 5: Alliance of Vengeance, Liezerota[31]

2016
- Girls' Frontline, MDR, TAC-50

2017
- BanG Dream! Girls Band Party!, Kasumi Toyama[32]
- The Idolmaster Million Live! Theater Days, Julia[33]

2020
- Pokémon Masters, Zinnia[34]

2021
- Alchemy Stars, Nemesis, Rabbie
- Cookie Run: Kingdom, Parfait Cookie
- Konosuba: Fantastic Days, Mel

2022
- Heaven Burns Red, Ichigo Minase

TBA
- Honkai: Star Rail, Serval[35]